# Parti communiste du Québec (PCQ-PCC)
Le Parti communiste du Québec (PCQ-PCC) est un parti politique provincial québécois reconnu depuis 2023 par le Directeur général des élections du Québec (DGEQ). Le Parti a aussi été reconnu de 1965 à 2003.
Le parti souhaite, en autres, la nationalisation des secteurs clés de l'économie, la semaine de travail à 32 heures, le renforcement des services publics et des droits syndicaux, le salariat des médecins, l’éducation gratuite, et étendre et démocratiser Hydro-Québec. Le parti s'oppose à l'impérialisme des États-Unis et de l'OTAN.
Fondé par des militants du Parti communiste du Canada au Québec, l'histoire de sa formation remonte aux années 1920, avec la création de la première section communiste à Montréal. Après avoir été interdit par les gouvernements du Québec en 1937 et du Canada en 1941, le parti a été connu sous le nom de section québécoise du Parti ouvrier progressiste de 1941 à 1959. Il a été officiellement reconnu comme un parti provincial par le DGEQ de 1965 à 2003 et a retrouvé son autorisation en 2023. Il possède des liens étroits avec le Parti communiste du Canada. Son chef actuel est Adrien Welsh.

## Histoire

### Développement initial du Parti communiste au Québec
Le Parti communiste du Canada (PCC) établit une présence organisée au Québec dès 1922, avec la fondation du district communiste no 2 à Montréal par des militants issus du Montreal Labour College, parmi lesquels figurent Sydney Sarkin, Bella Gauld, Becky Buhay, Annie Buller et Michael Buhay.
Le parti présente son premier candidat dans la province lors des élections fédérales canadiennes de 1926, dans la circonscription montréalaise de Cartier.
En janvier 1935, la section québécoise du PCC lance Clarté, son premier organe officiel en langue française. Cette publication traite notamment de l’assurance chômage, du droit de vote des femmes ainsi que des restrictions à la liberté d’association et d’expression. Clarté est rapidement interdit en vertu de la Loi du cadenas, adoptée par le gouvernement de Maurice Duplessis en 1937 pour réprimer les activités perçues comme subversives.
En 1943, lors d'une élection partielle, Fred Rose est élu député de Cartier sous la bannière du Parti ouvrier progressiste (P.O.P.), nom légal du PCC durant cette période. Réélu en 1945, il est arrêté en 1946 sous l'accusation d'espionnage au profit de l’Union soviétique, condamné à une peine de prison, puis exilé en Pologne à sa libération.
La même année, Gui Caron accède à la direction provinciale du P.O.P., qu’il quitte en 1956 à la suite des remous internes provoqués par le rapport Khrouchtchev.
La Loi du cadenas est déclarée inconstitutionnelle par la Cour suprême du Canada en 1957.

### Parti de Samuel Walsh
En avril 1965, le Comité national du Parti communiste du Canada annonce la tenue d'un congrès à l'automne pour la fondation d'un parti provincial au Québec. Le 28 novembre 1965 est créé officiellement le Parti communiste du Québec, un parti provincial reconnu par le Directeur général des élections du Québec. Samuel Walsh sera le chef du parti jusqu'en 1990. Dès sa création, le parti communiste du Québec reconnaît le droit à l’autodétermination nationale du Québec et l’autodétermination des premières nations du Québec. Il considère la nationalisation de l'électricité comme le point culminant de la Révolution tranquille.
Le parti présente ses premiers candidats aux élections générales québécoises de 1966 en juin, mais ils n'obtiennent que peu de voix. En septembre 1967, le parti adopte sa position officielle sur la question nationale du Québec, il propose une nouvelle constitution qui permettra un pacte avec la nation canadienne sur un pied d'égalité. Le parti critique fortement les nouvelles lois du Gouvernement Jean-Jacques Bertrand visant les organisations syndicales en 1968 ,et milite contre le règlement interdisant les assemblées publiques et les manifestations de la ville de Montréal en 1969. Le parti tient son 3e congrès national au début de 1970 et appuie le projet de Loi 62 voulant imposer à toute l'île de Montréal des commissions scolaires unifiées, laïques et neutres.
En mai 1970, le parti donne son appui au Front commun intersyndical et aux manifestations des étudiants de l'Université McGill contre l'implication américaine dans la Guerre civile cambodgienne et la fusillade de l'université d'État de Kent. À l'été 1970, le parti communiste du Québec entame des négociations avec le Front d'action populaire (FRAP), un parti politique municipal d'opposition au maire Jean Drapeau.
La Crise d'Octobre de 1970 entraine avec elle la Loi sur les mesures de guerre. Le parti dénonce les mesures du gouvernement et le terrorisme du Front de libération du Québec (FLQ),. En mars 1971, Jeannette Walsh participe à une série de conférences pour défendre l'idée de l'autodétermination du Québec. En 1975, le parti soutient que la Commission Cliche a entraîné des sanctions qui ont soumis le mouvement syndical à l'État. Lors du référendum sur la souveraineté du Québec, en 1980, bien qu'il s'opposait au camp du Non, le PCQ n'a pas appelé directement à soutenir le camp du Oui lors du référendum de 1980, proposant plutôt une question alternative à celle du Parti québécois qui met de l'avant la nécessité de former un état national puis former un pacte avec le Canada sur un pied d'égalité.

### Histoire du parti après la chute des régimes communistes en Europe
La chute des régimes communistes en Europe entre 1988 et 1992 déclenche une période de crise et de transformation au sein du Parti communiste du Canada qui affecte ses liens avec le Parti communiste du Québec. Deux lignes politiques s'affrontent, la ligne modérée et réformiste du chef George Hewison et la ligne orthodoxe de réaffirmation du marxisme-léninisme des militants Miguel Figueroa, Elizabeth Rowley et de l'ancien chef du parti William Kashtan.
En mars 1998, le Parti communiste du Canada collabore avec des membres du Groupe communiste ouvrier (GCO), un groupe originellement d’allégeance maoïste basé au Québec dont les membres sont issus pour la plupart de l’ancien Parti communiste ouvrier du Canada, pour publier un périodique d'actualité en langue française: La Nouvelle Forge. Ensemble, ils établissent un bureau sur l'avenue De Lorimier pour reconstruire la base du parti au Québec avec l'aide du GCO. À la fin de 1998, le GCO est dissous et plusieurs de ses membres s'allient officiellement à un petit groupe de militants d’origine grecque pour remettre sur pied la section du PCC au Québec. En novembre 1998 le PCQ revient officiellement au sein du PCC.
En 2002, le Parti de la démocratie socialiste, le Rassemblement pour l'alternative progressiste et le PCQ concluent une entente de principe qui servira ensuite de base à la création de l'Union des forces progressistes (UFP). L'UFP fusionna à son tour, quelques années plus tard, en 2006, avec le mouvement politique Option citoyenne afin de former le parti Québec solidaire (QS).
En juin 2005, une fraction nationaliste du PCQ dirigée par l'ancien chef André Parizeau tente de couper les liens du Parti communiste du Québec avec le Parti communiste du Canada. Ce groupe procède à l'expulsion de plusieurs membres clés puis tente de changer plusieurs dispositions des Statuts et du Programme par rapport à l'implication syndicale, la place du parti au sein de l’Union des forces progressistes (UFP), le contrôle éditorial du journal et la collégialité au sein de la direction du Parti. Le Comité central du Parti communiste du Canada expulse les anciens dirigeants André Parizeau, Pierre Klépock et Kenneth Higham. Dans le même temps, il réadmet les membres du Comité exécutif national du PCQ qui ont été expulsés par cette faction dissidente.
Depuis le schisme, le Parti communiste du Québec, tout en réclamant une certaine indépendance à titre de section, s'est considérablement rapproché du Parti communiste du Canada principalement dans l'organisation des élections fédérales. Le chef du parti communiste du Québec, Pierre Fontaine fut d’ailleurs élu membre de l'exécutif du comité central du Parti communiste du Canada lors du 37e Congrès du parti en avril 2013.
Le 11 mars 2016, le Parti communiste du Canada et la Coalition BDS-Québec annoncent qu'ils poursuivent la ville de Montréal devant la Cour du Québec. La ville a, selon eux, violé leurs droits constitutionnels et la liberté d'expression des militants en arrachant des pancartes de BDS-Québec et du Parti communiste du Canada durant la campagne électorale de 2015.
Le 27 mai 2020, Pierre Fontaine, chef du PCQ-PCC depuis 2005, décède des suites d'une crise cardiaque. Adrien Welsh, membre du Comité national, est alors élevé au poste de Secrétaire national par intérim, en vue de le remplacer, et, officiellement élu à ce titre, à la suite de la deuxième partie et clôture du XIXe congrès du PCQ-PCC, tenue en personne le 16 octobre 2021, la première partie ayant eu lieu le 2 mars de façon virtuelle, en raison de la pandémie de Covid-19.
Le parti a dénoncé la complicité du Canada dans les massacres perpétrés par Israël à Gaza en 2023 et 2024. Le Parti a tenu son 20e Congrès à Montréal le 25 et 26 mai 2024 en présence de la consule générale de Cuba à Montréal et des représentants du Parti communiste de Colombie, de l'Organisation du Parti communiste libanais-Montréal, ainsi qu'avec la cheffe du Parti communiste du Canada, Elizabeth Rowley.

## Participations aux élections provinciales
Le Parti communiste du Québec a participé à neuf élections générales québécoises de 1966 à 1998 et y a obtenu des résultats ne dépassant jamais 0,05 %.
Le Parti ne présente plus de candidats aux élections provinciales québécoises depuis 1998 et a travaillé de concert avec Québec solidaire. En 2018  suivant la jonction entre Québec Solidaire et Option Nationale, le Parti cessa son association avec Québec Solidaire - décision prise lors de son 18e congrès. Le parti a perdu son accréditation du DGEQ en 2003, mais l'a regagné en mars 2023.
Élection générale québécoise de 1966
- Gouin (Charles-Henri Lutz, 108 voix)
- Limoilou (Denise Grégoire, 55 voix)
- Mercier (Lucien-Jacques Cossette, 112 voix)
- Saint-Louis (Samuel Walsh, 227 voix)

Élection générale québécoise de 1976
- Bourassa (Vittorina Rizotto Bronzati, 109 voix)
- Crémazie (Claire Da Sylva Demers, 83 voix)
- Jeanne-Mance  (Bernadette Desrosiers, 157 voix)
- Laurier (Madame Joseph Mallaroni, 240 voix)
- Limoilou (Julien Bilodeau, 74 voix)
- Maisonneuve (Samuel Walsh, 33 voix)
- Mercier (Guy Desautels, 116 voix)
- Mille-Îles  (Claude Demers, 132 voix)
- Mont-Royal  (Richard Ducharme, 104 voix)
- Outremont (Denis Gervais, 270 voix)
- Saint-Jacques (Hervé Fuyet, 90 voix)
- Saint-Louis (Jeannette Pratte Walsh, 160 voix)
- Sainte-Anne (David G. Johnston, 79 voix)
- Sauvé (Mario de Brentani, 129 voix)

Élection générale québécoise de 1981
- Argenteuil (Samuel Walsh, 70 voix)
- Chambly (Hervé Fuyet, 70 voix)
- Gouin (Claude Demers, 78 voix)
- Laurier (Nikolas Tsois, 142 voix)
- Outremont (Denis Gervais, 66 voix)
- Saint-François (Yves Lawler, 124 voix)
- Saint-Louis (Claire Durand, 51 voix)
- Sainte-Marie (Gaétan Trudel, 43 voix)
- Taschereau (Daniel Paquet, 46 voix)
- Viau (Vittoria Bronzati, 78 voix)

Élection générale québécoise de 1985
- Dorion (Line Chabot, 76 voix)
- Joliette (Robert Aubin, 59 voix)
- Laurier (Samuel Walsh, 172 voix)
- Maisonneuve (Montserrat Escola, 52 voix)
- Mercier (Gaétan Trudel, 73 voix)
- Outremont (Monique Marcotte, 74 voix)
- Rosemont (Claude Demers, 83 voix)
- Saint-Jacques (Marianne Roy, 51 voix)
- Sherbrooke (Yves Lawler, 97 voix)
- Trois-Rivières (Paul Gagné, 84 voix)

Élection générale québécoise de 1989
- Gouin (Denis Gervais, 52 voix)
- Bourget (André Cloutier, 131 voix)
- Joliette (Montserrat Escola, 51 voix)
- Laurier (Suzanne Dagenais, 174 voix)
- Marquette (Monique Marcotte, 85 voix)
- Outremont (Claire Dasylva, 64 voix)
- Sainte-Anne (Irène Dasylva, 44 voix)
- Saint-Henri (Joan Doiron, 66 voix)
- Sainte-Marie–Saint-Jacques (Marianne Roy, 82 voix)
- Sherbrooke (Yves Lawler, 59 voix)

Élection générale québécoise de 1994
- Acadie (Alexandre Stathopoulos, 82 voix)
- Arthabaska (William Bunge, 130 voix)
- Crémazie (Serge Linnikoff, 72 voix)
- Jacques-Cartier (Jacques Hardy, 76 voix)
- Laurier-Dorion (Panayiote Georgopoulos, 206 voix)
- Mercier (Ginette Gauthier, 129 voix)
- Mont-Royal (Despina Hagimanolis, 89 voix)
- Outremont (Athanase Kerassias, 84 voix)
- Saint-Laurent (Robert Bob Aubin, 94 voix)
- Sainte-Marie–Saint-Jacques (André Cloutier, 100 voix)

Élection générale québécoise de 1998
- Acadie (Chantal Jean, 184 voix)
- Anjou (Teresa Vergara, 44 voix)
- Bourassa (George Manolis, 121 voix)
- Bourget (Pierre Bibeau, 115 voix)
- Crémazie (Ulises Nitor, 33 voix)
- Gouin (Athanasios Ntouskas, 75 voix)
- Hochelaga-Maisonneuve (Robert Aubin, 75 voix)
- Laurier-Dorion (John Manolis, 159 voix)
- Mercier (Pierre Smith, 67 voix)
- Mont-Royal (Antonio Artuso, 125 voix)
- Notre-Dame-de-Grâce (Malek Khouri, 44 voix)
- Outremont (Serge Linnikoff, 84 voix)
- Rosemont (Michèle Breton, 90 voix)
- Saint-Henri–Sainte-Anne Fida Abou Nassif, 78 voix)
- Saint-Laurent (Oscar Chavez, 165 voix)
- Sainte-Marie–Saint-Jacques André Cloutier, 115 voix)
- Sauvé (Sylvain Archambault, 192 voix)
- Verdun (Nelly Luz Valencia, 51 voix)
- Viau (Kostas Miritis, 207 voix)
- Westmount–Saint-Louis (Jacques Hardy, 89 voix)

### Résultats électoraux
| Élection       | Sièges                                   | Sièges         | Voix   | Voix        | Voix           |
| Élection       | Candidats / Circonscriptions en élection | Sièges obtenus | Nombre | Pourcentage | x̄ par candidat |
| -------------- | ---------------------------------------- | -------------- | ------ | ----------- | -------------- |
| Juin 1966      | 4 / 95                                   | 0              | 502    | 0,02 %      | 126            |
| Avril 1970     | 1 / 108                                  | 0              | 213    | 0,01 %      | 213            |
| Octobre 1973   | 3 / 108                                  | 0              | 164    | 0,01 %      | 55             |
| Novembre 1976  | 14 / 108                                 | 0              | 1 776  | 0,05 %      | 127            |
| Avril 1981     | 10 / 122                                 | 0              | 768    | 0,02 %      | 77             |
| Décembre 1985  | 10 / 122                                 | 0              | 834    | 0,02 %      | 83             |
| Septembre 1989 | 10 / 122                                 | 0              | 808    | 0,02 %      | 81             |
| Septembre 1994 | 10 / 125                                 | 0              | 1 062  | 0,03 %      | 106            |
| Novembre 1998  | 20 / 125                                 | 0              | 2 113  | 0,05 %      | 106            |

## Congrès du PCQ
- IIe Congrès - du 8 au 10 décembre 1967
- XIIIe Congrès - du 3 au 5 décembre 1999
- XIVe Congrès - du 7 au 9 juin 2002
- XVe Congrès - du 13 au 14 janvier 2006
- XVIe Congrès - du 16 au 17 janvier 2010
- XVIIe Congrès - du 16 au 17 mars 2013
- XVIIIe Congrès - du 26 au 27 mai 2018
- XIXe Congrès - le 2 mars 2021 (tenue de façon virtuelle) et le 16 octobre 2021
- XXe Congrès - du 25 et 26 mai 2024[29]

## Dirigeants du Parti communiste du Québec
- Samuel Walsh, 1965 - 1989
- Marianne Roy, 1989 - 1991
- Ginette Gauthier, 1991 - 1994
- André Cloutier, 1994 - 1998
- André Parizeau, 1998 - 2005
- Pierre Fontaine, 2005 - 2020
- Adrien Welsh, 2020 - Ce jour

#### Publications du parti
- Walsh, Samuel, La Commission Cliche et l'unité ouvrière au Québec, Montréal, Nouvelle Frontière, 1975, 75 p.
- Walsh, Samuel, 20 ans de Combat sur la scène québécoise : collection d'articles, Montréal, Nouvelle Frontière, 1985, 160 p.
- (en) Walsh, Samuel, For a mass federated party of the working people in Quebec, Montréal, Nouvelle Frontière, 1974, 13 p.
- Walsh, Samuel, Pour un parti de masse fédéré des travailleurs, Montréal, Nouvelle Frontière, 1973, 14 p.
- Walsh, Samuel, Une politique sociale au lieu d'une politique bourgeoise., Toronto, Progress Books, 1964, 31 p.

### Vidéographie
- Série les grand procès - Fred Rose
- Bethune - l'étoffe d'un héros (film, 1990)
- Je me souviens (film, 2009)